# Heterodera avenae
Espèce
Heterodera avenae, le nématode de l'avoine, nématode des racines de céréales, nématode à kystes des céréales, est une espèce de vers ronds appartenant à la famille des Heteroderidae.
Cette espèce parasite les racines de plantes de la famille des Poaceae (graminées), provoquant des dégâts aux cultures de céréales, principalement le blé et l'orge.
Elle appartient au complexe de nématodes à kystes des céréales, complexe d'espèces proches et difficiles à différencier, comprenant notamment parmi les plus importantes sur le plan économique Heterodera latipons (bassin méditerranéen),  Heterodera hordecalis (Allemagne, Scandinavie, Royaume-Uni), Heterodera zeae (Inde, Pakistan), Heterodera filipjevi (Russie, Turquie).

## Synonymes
- Bidera avenae (Wollenweber) Krall & Krall, 1978
- Bidera ustinovi (Kirjanova) Krall & Krall, 1978
- Heterodera schachtii major O.Schmidt, 1930
- Heterodera ustinovi Kirjanova, 1969[2]
- Heterodera schachtii var. avenae (Wollenweber, 1924)
- Heterodera schachtii subsp. maior (O. Schmidt, 1930)
- Heterodera maior (O. schmidt, 1930) Franklin, 1940
- Heterodera schachtii var. avenae (Mortensen, Rostrup & Kolpen Ravn, 1908)[3]

## Distribution
L'aire de répartition de Heterodera avenae s'étend à toutes les régions tempérées productrices de céréales. On le trouve notamment en Europe, en Inde, en Russie, au Japon, en Australie, au Canada et aux États-Unis,.
L'espèce se diffuse aisément par les kystes qui sont transportés dans la terre attachée aux instruments agricoles ou aux racines et tubercules, ainsi que par les plantes ornementales qui font l'objet d'un commerce international. Il est aussi répandu par le vent et l'eau.
Heterodera avenae a été introduit en Amérique du Nord d'abord en Ontario (Canada), puis en Oregon (États-Unis) en 1974.

## Description
Ce nématode microscopique est un nématode à kystes, qui présente un dimorphisme sexuel marqué. La femelle, renflée et pyriforme, de couleur blanche, mesure 680 x 930 micromètres. Le mâle, vermiforme et filiforme, transparent, mesure 40 x 1 300 micromètres. Il possède une paire de spicules incurvés.
Les œufs sont de forme ovale.
Les larves, vermiformes, muent quatre fois.